# Nova Zelândia nos Jogos Olímpicos de Inverno de 2002

A Nova Zelândia participou dos Jogos Olímpicos de Inverno de 2002 em Salt Lake City, nos Estados Unidos. O país estreou nos Jogos em 1952 e em Salt Lake City fez sua 12ª apresentação, sem conquistar nenhuma medalha.